# أبراهام بايز
أبراهام بايز (بالإنجليزية: Abraham Pais)‏ (ولد في 19 مايو/أيار 1918 وتوفي في 28 يوليو/تموز 2000) هو فيزيائي ومؤرخ علوم أمريكي، هولندي المولد. نال شهادة الدكتوراه من جامعة أوترخت قبل فرض الحظر النازي على انتساب اليهود إلى الجامعات الهولندية إبان الحرب العالمية الثانية.
عندما بدأت الحركة النازية بعمليات نقلها الإجبارية لليهود الهولنديين ، لاذ بايز بالاختباء ولكن ذلك لم يدم طويلآ فقد اعتقل ولم يُحرر حتى نهاية الحرب. عمل كمساعد لنيلز بور في الدانمارك وأصبح لاحقا زميلا لألبرت آينشتاين في مؤسسة الدراسات المتقدمة في برنسيتون، نيوجيرسي. وثّق بايز في كتبه حياة هذين الفيزيائيين وإسهاماتهما. حيث بيّن تطور الفيزياء على أيديهم وأيد غيرهما من العلماء. عمل بايز كبرفيسور فيزياء في جامعة روكفيلير حتى استقال من عمله.

## روابط خارجية
- أبراهام بايز على موقع IMDb (الإنجليزية)